# Пълен мрак
Пълен мрак (на английски: Pitch Black) е научнофантастичен филм от 2000 г. режисиран от Дейвид Туи.
Във филмът опасен престъпник (Ричард Ридик) е транспортиран до затвора в товарен космически кораб. Когато корабът е повреден вследствие от астероиден поток и прави аварийно кацане на обезлюдена планета, Ридик успява да избяга. Все пак, след като екипажът е атакуван от хищни летящи извънземни създания, наречени „биораптори“, Ридик се присъединява към оцелелите и заедно съставят план как да избягат от планетата.

## Награди и номинации
| Награда | Категория                        | Номиниран(и)                     | Резултат  |
| ------- | -------------------------------- | -------------------------------- | --------- |
| Сатурн  | Най-добър научнофантастичен филм | Най-добър научнофантастичен филм | номинация |